# Dziadkowo (Grande-Pologne)
Pour les articles homonymes, voir Dziadkowo.
Dziadkowo (prononciation : [d͡ʑatˈkɔvɔ]) est un village polonais de la gmina de Mieleszyn dans le powiat de Gniezno de la voïvodie de Grande-Pologne dans le centre-ouest de la Pologne.
Il se situe à environ 7 kilomètres à l'est de Mieleszyn (siège de la gmina), à 17 kilomètres au nord de Gniezno (siège du powiat) et à 56 kilomètres au nord-est de Poznań (capitale régionale).

## Histoire
De 1975 à 1998, le village faisait partie du territoire de la voïvodie de Poznań.

Depuis 1999, Dziadkowo est situé dans la voïvodie de Grande-Pologne.